# 九如古墓群
九如古墓群，位于中国广西壮族自治区都安瑶族自治县拉仁公社九如大队，为一个省级文物保护单位，类型为古墓群，为第二批广西壮族自治区文物保护单位，公布时间为1981年8月25日。
九如古墓群的历史年代为汉。